# IEEE 802.11ad
IEEE 802.11ad és una modificació de l'estàndard 802.11 per WLAN desenvolupat pel grup de treball 11 del comitè d'estàndards LAN/MAN del IEEE (IEEE 802), que opera a la banda ISM de 60 GHz, la qual cosa permet altes velocitats de transmissió de multi gigabit/s. Aquest estàndard fou creat per l'aliança Wireless Gigabit Alliance (WiGig). IEEE 802.11ad fou ratificat el 2012.
Normativa que aplica als dispositius que operen a la banda 60 GHz: ETSI EN 302 567

## Especificacions
- Velocitat de transmissió fins a 7 Gbits/s.[3]
- Amplada de banda fins a 2160 MHz.
- Cobertura afins a 10 metres o poc més.
- Commutació entre bandes 2,4 5 i 60 GHz.
- Suporta 802.11a, 802.11b, 802.11g, 802.11n i 802.11ac.

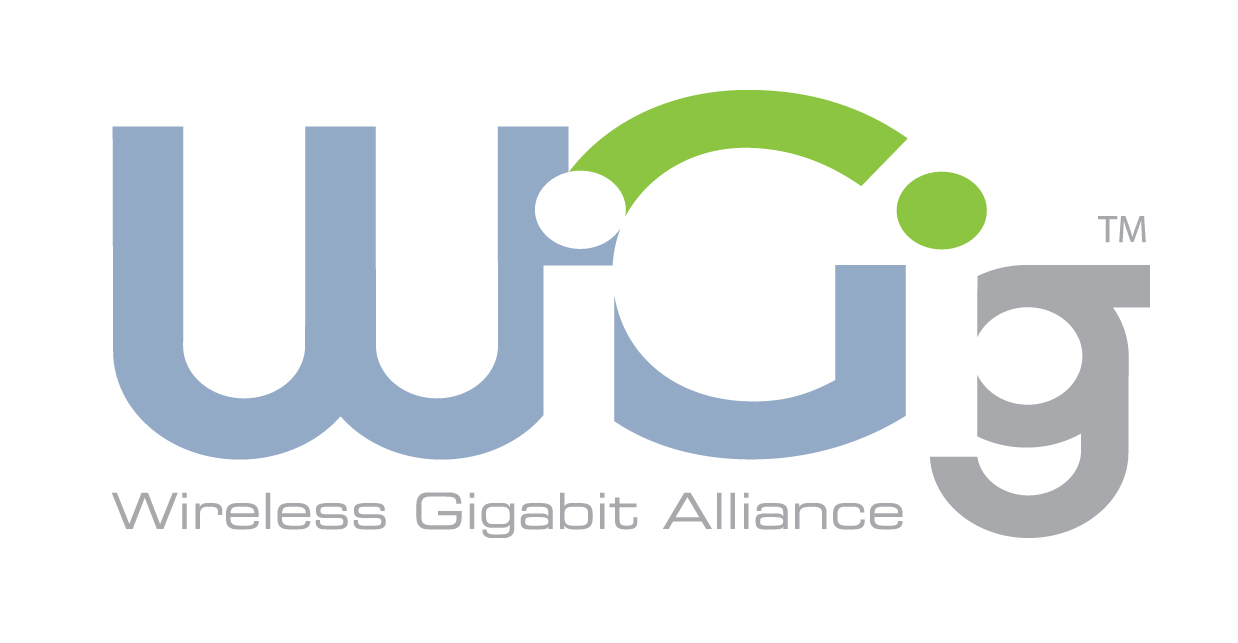
Fig.1 Aliança WiGig

- Fig.1 Aliança WiGigSuporta Conformació de feixos (beamforming).

## Canals i modulacions
Definició de la capa física (PHY):
| Canals | Centre (GHz) | Min. (GHz) | Max. (GHz) | Amplada de banda (GHz) |
| ------ | ------------ | ---------- | ---------- | ---------------------- |
| 1      | 58.32        | 57.24      | 59.4       | 2.16                   |
| 2      | 60.48        | 59.4       | 61.56      | 2.16                   |
| 3      | 62.64        | 61.56      | 63.72      | 2.16                   |
| 4      | 64.8         | 63.72      | 65.88      | 2.16                   |

| Tipus                       | Modulació | Velocitat en Mbit/s | Sensibilitat en dBm |
| --------------------------- | --------- | ------------------- | ------------------- |
| Portadora única             | BPSK      | 1251,25             | -62                 |
| Portadora única             | QPSK      | 2502,5              | -59                 |
| Portadora única             | 16-QAM    | 4620                | -53                 |
| OFDM                        | QPSK      | 2079                | -60                 |
| OFDM                        | 16-QAM    | 4504,5              | -53                 |
| OFDM                        | 64-QAM    | 6756,75             | -47                 |
| Portadora única baix consum | BPSK      | 1112                | -57                 |
| Portadora única baix consum | QPSK      | 2503                | -57                 |